# Église Saint-Bertrand du Mans
 (mai 2024).
Si vous disposez d'ouvrages ou d'articles de référence ou si vous connaissez des sites web de qualité traitant du thème abordé ici, merci de compléter l'article en donnant les références utiles à sa vérifiabilité et en les liant à la section « Notes et références ».
L’église Saint-Bertrand est un édifice religieux situé dans la ville du Mans, dans le quartier gare sud. L’église est fondée en 1913, en l’honneur de Bertrand, fondateur présumé du monastère de la Couture au VIIe siècle, dans une nouvelle paroisse, la première dans la ville depuis le concordat de 1801.

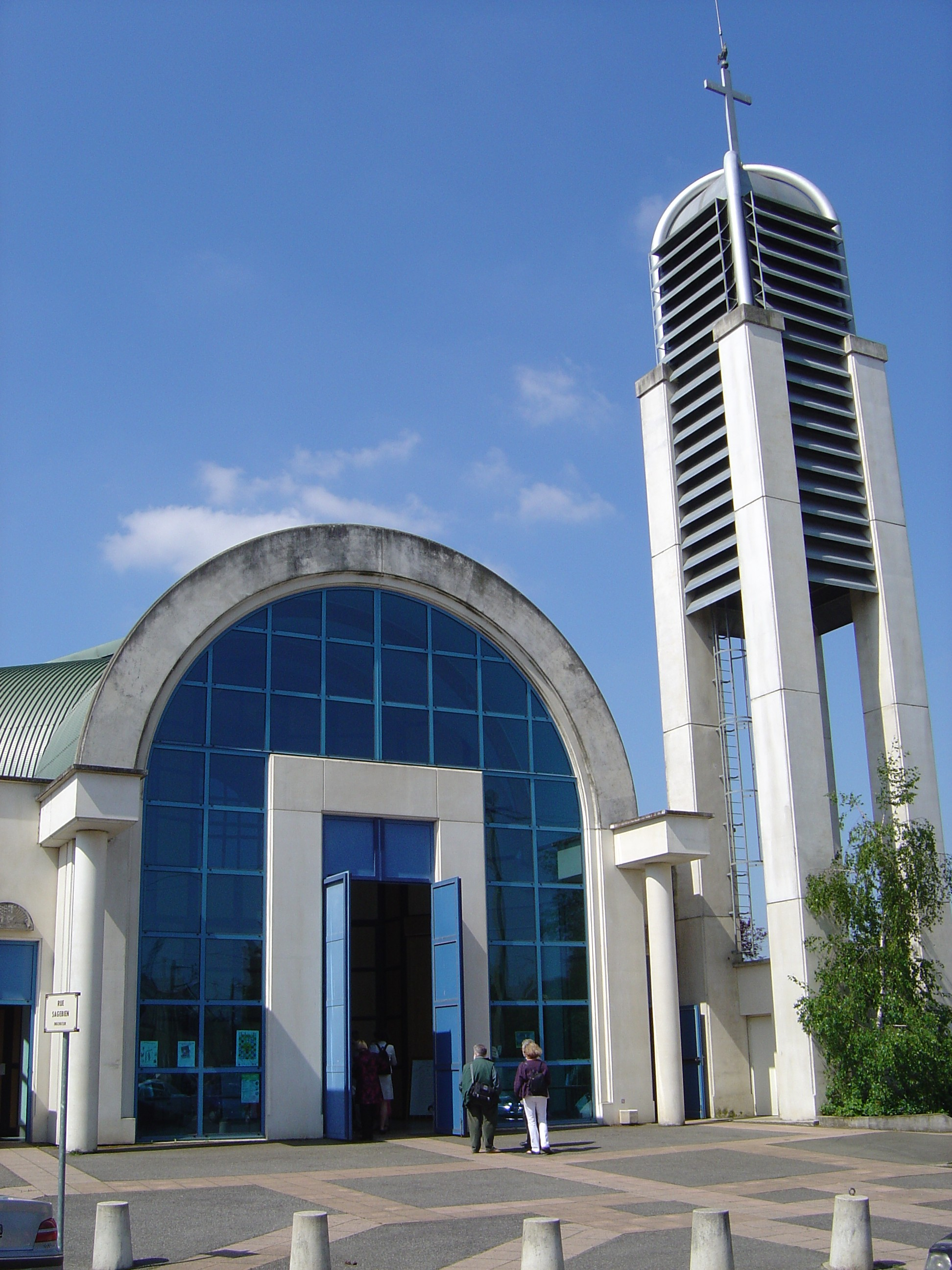
L'église Saint-Bertrand vue depuis son parvis.

L’église, bien que commencée en 1913, n'est achevée qu’en 1923, guerre oblige. Elle est bâtie sur l’endroit supposé de l’ancien oratoire royal du Gué de Maulny. Elle se révèle d’une construction peu fiable et surtout peu résistante. Le 11 février 1990, elle est sévèrement endommagée à la suite du passage d’une violente tempête sur la ville. Après quelques mois, monseigneur Georges Gilson, évêque de l’époque, décide de sa démolition. Si l’église première fut bâtie pour répondre à l’expansion ouvrière de la ville, les paroissiens veulent de nouveau se faire écouter quant à la reconstruction de l’édifice. Avec la nouvelle proximité de la gare sud et la venue du TGV, les riverains sont conscients de l’importance relative que peut avoir l’église de leur quartier. Ils présentent ainsi un ensemble d’idées qu’ils insèrent dans le cahier des charges présenté aux architectes. Les paroissiens font ainsi comprendre que l’édifice sera pour eux avant tout avant de se refléter au public. Les paroissiens souhaitent également conserver les anciennes cloches et les anciens vitraux ayant pu être sauvés.  
L’entrée de l’église sera orientée côté « vie » et non côté eau (proximité de l’Huisne au Gué de Maulny). Ainsi le vaste portail de verre est orienté vers le lycée Yourcenar et les trois écoles primaires du quartier. La décoration fut réalisée par les architectes Cussot et Breton, les larges espaces autour de l’église représentant les 14 étapes du chemin de croix. Cette réalisation provoquera de grandes discussions entre une paroisse locale ouverte à un mouvement catholique pour le moins joyeux et sensible à la résurrection, et des réalisations architecturales pleines de douleur. Les murs sont chargés d’iconographie sculptée dont les plus belles pièces sont le lépreux venant à Jésus et le retour du fils prodigue. L’ensemble des sculptures montre le chemin de Jésus sur terre, soit le Christ allant en Galilée et en Judée. La dernière pièce est l’appel de Dieu à Abraham.